# Яблонець-над-Нисою
Яблонець-над-Нисою (чеськ. Jablonec nad Nisou, нім. Gablonz an der Neisse, пол. Jabłoniec nad Nysą) — місто в Чехії, на ріці Ниса-Лужицька, адміністративний центр округу Яблонець-над-Нисою, Ліберецького краю.

## Історія міста

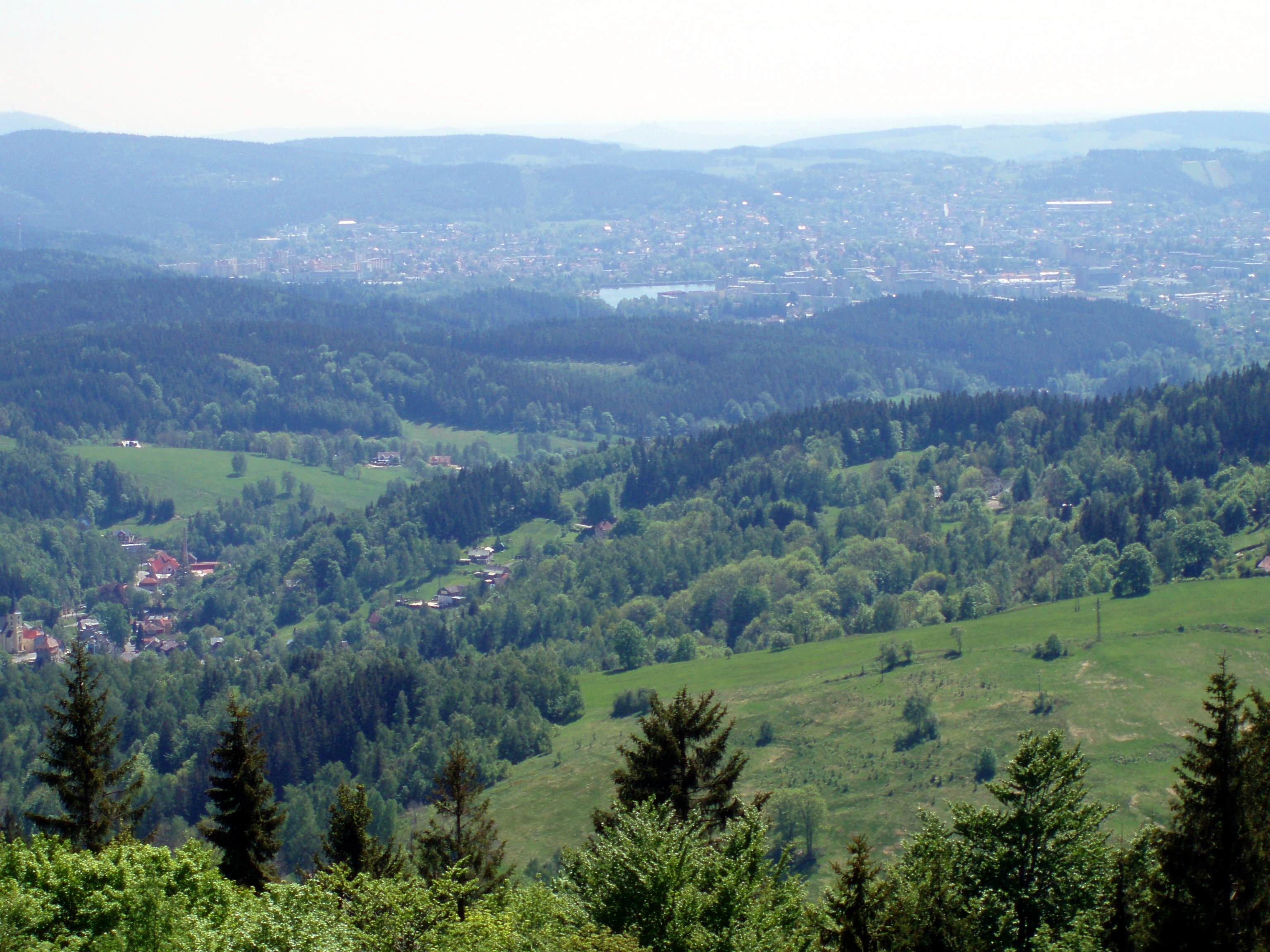
Вид на місто Яблунець

Перша згадка про Яблонець датується 1356 роком. Він був спалений під час гуситських воєн та під час правління короля Богемії Їржі з Подєбрад. Постійного поселення на цьому місці не було до 16-го століття. Із розвитком виробництва скла, особливо з другої половини 17-го столітті, починається бурхливий розвиток поселення.
У XVIII столітті тут починається виробництво біжутерії. За указом австрійського імператора Франца II село Яблонець отримало в 1806 році статус міського поселення, а 28 березня 1866 Яблонець став містом. У XIX столітті Яблонець процвітав завдяки скляній промисловості, але вже на початку XX століття почав занепадати, населення міста значно скоротилося; в 1930-х виробництво біжутерії було призупинено.
28 жовтня 1918 Чехословаччина оголосила про свою незалежності від Австро-Угорщини.
У жовтні 1938 місто було зайняте німецькими військами. Після Другої світової війни тут почалося відродження скляної промисловості.

## Сучасний Яблонець

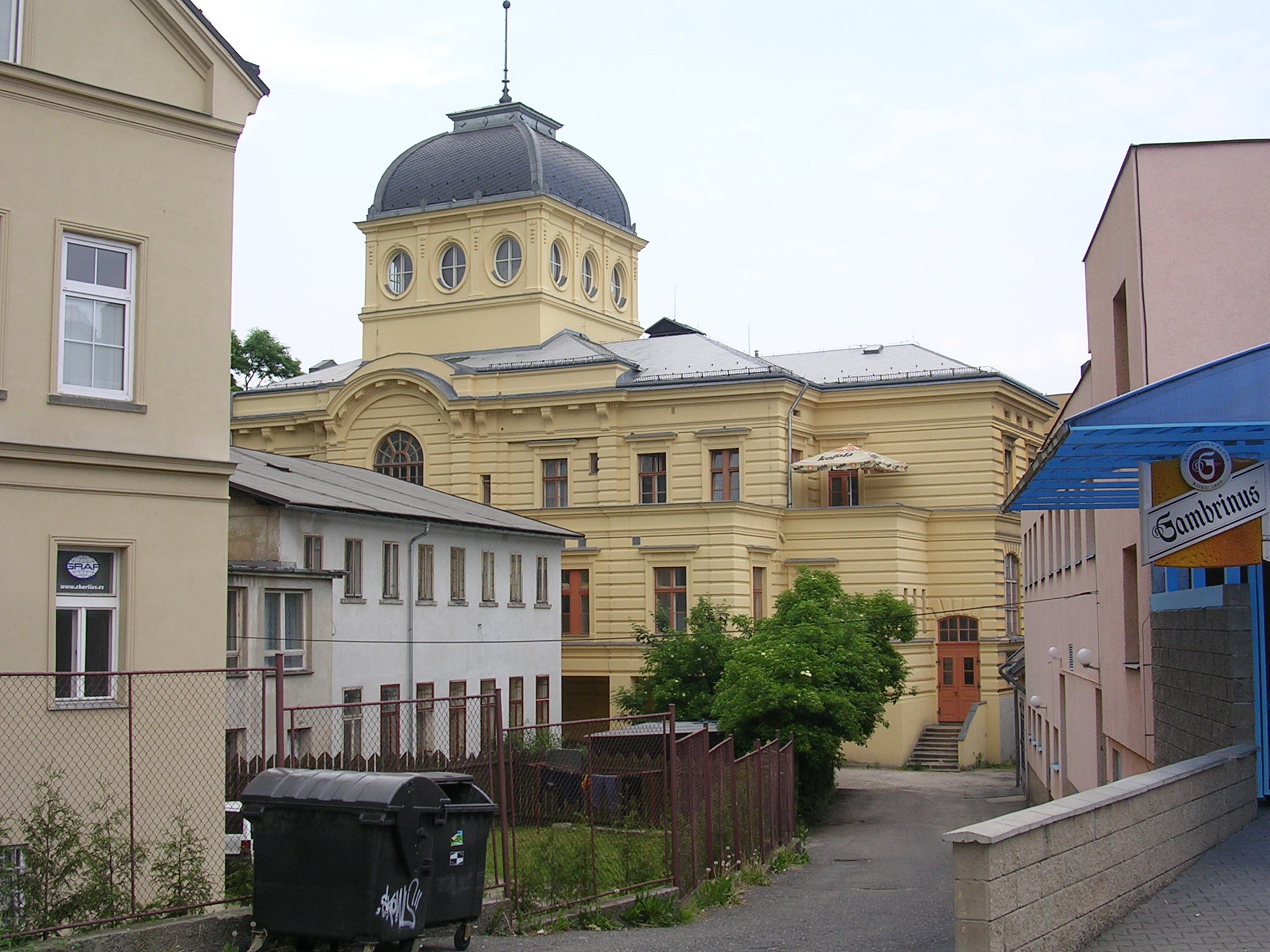
Місто Яблонець-над-Нисою

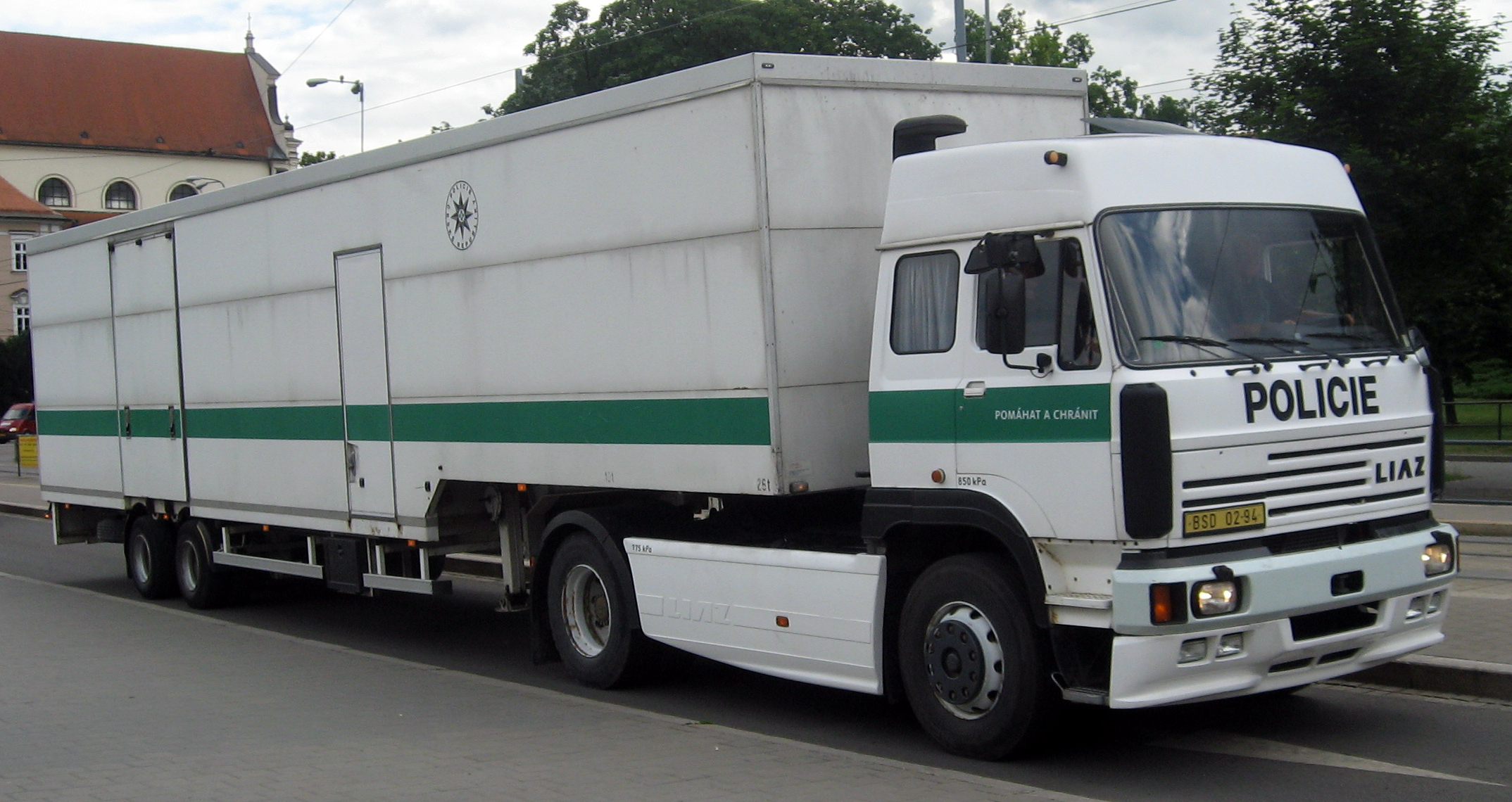
Вантажівка заводу LIAZ

У місті діють підприємства скляної промисловості, автомобілебудування, зокрема завод LIAZ, деякий час був підпорядкований машинобудівній компанії Škoda.
Місто є центром туризму і спорту, тут є плавальний басейн, чотири стадіони, з них один хокейний, 13 спортивних залів і 16 спортивних майданчиків). Яблонець з'єднаний трамвайною лінією із сусіднім містом Ліберець, від якого він лежить за 10 км.

## Визначні пам'ятки

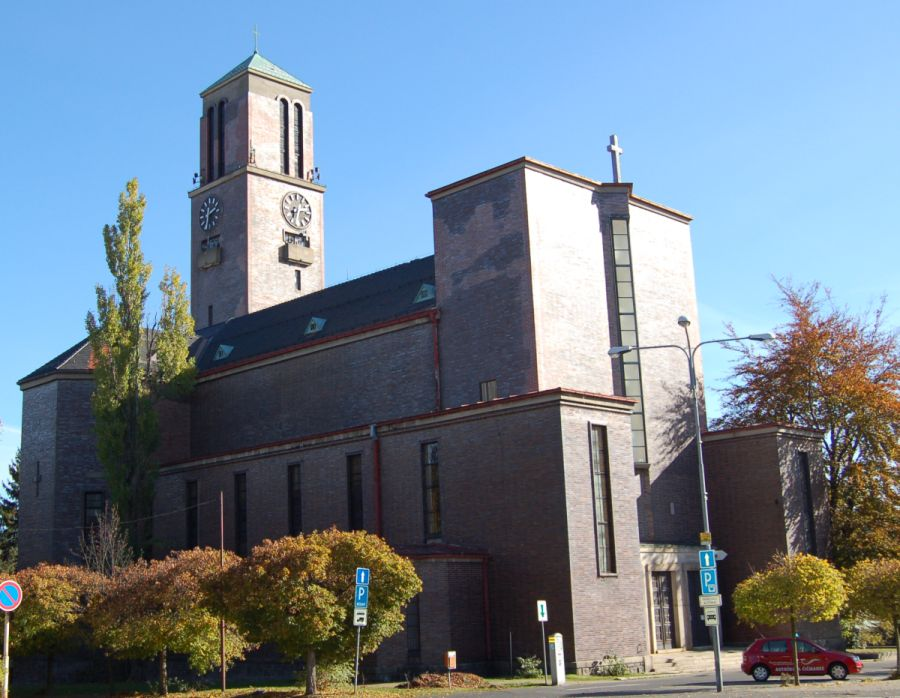
Костел Пресвятого Серця Ісуса

Яблонець відомий своїми архітектурними спорудами різних епох:
- Костел Святої Анни є найстарішою із збережених яблонецьких святинь, побудована була спочатку в стилі бароко (1685—1687). Потім була кілька разів перебудована. Нині фасад церкви розглядається в стилі неоренесансу.
- Бельведер в стилі пізнього бароко, будівля з мансардним дахом, вперше згадується в 1773 році. Сьогодні тут знаходиться виставка «Музей скла і ювелірних виробів».
- Петршин — гора над Яблунцем, де ресторан з оглядовою вежею, побудовані в 1906 році. Із вежі відкривається прекрасний краєвид на південні райони міста і гори Крконоше.
- Євангельський костел — початку XIX століття. У 1892 році був перебудований в неоготичному стилі. Дзвіниця костелу є одною з найвищих у місті (60 м).
- Костел Воздвиження Хреста Господнього — рідкісна культова споруда в стилі модерн (1902—1906).
- Римо-католицький костел Пресвятого Серця Ісуса була побудований в стилі функціоналізму. Один із найбільших костелів Ліберецького краю.
- Міський театр — був побудований між 1906—1907 роками в стилі модерн.
- Стара ратуша була побудована незабаром після піднесення міста Яблонець в 1867—1869 роках в стилі нео-ренесансу.
- Нова ратуша — побудована згідно з планами німецького архітектора Карла Вінтера, в 1931—1933 роках.

## Видатні особистості
- Густав Леутелт (нар. 21 вересня 1860, Йозефів Дул — пом. 17 лютого 1947, Сіберґен) — німецький письменник.
- Конрад Генлейн нар. 6 травня 1898, Мафферсдорф — пом. 10 травня 1945, Пльзень) — німецький нацистський політичний діяч Судетської області. Лідер чехословацьких фольксдойче, засновник Судето-німецької партії в Чехословаччині.
- Петер Герман Адлер (нар. 2 грудня 1899, Яблонець — пом. 2 жовтня 1990, Ріджфілд, Коннектикут, США) — єврейський диригент чеського походження.
- Яромир Драбек (нар. 5 березня 1965, Яблонець-над-Нисою) — чеський політик. В даний час, міністр праці та соціальних справ. Є членом партії «TOP 09» і членом палати депутатів. Обрано в 2010 році.
- Вероніка Тублова-Полівкова (нар. 6 серпня 1970, Яблонець-над-Нисою) — колишня дитяча актриса. Зараз викладає в початковій школі в Празі.
- Барбора Шпотакова (нар. 30 червня 1981, Яблонець-над-Нисою) — чеська легкоатлетка, олімпійська чемпіонка.
- Джеймс Чутта (нар. 29 грудня 1981, Яблонець-над-Нисою) — чеський хокеїст, захисник.
- Нікола Судова (нар. 17 березня 1982 Яблонець) — чеська спортсменка, акробатична лижниця. Срібна призерка чемпіонату світу з фрістайлу 2005 року.
- Міхал Долежал (* 1978) — чеський стрибун на лижах з трампліна.

## Міста-партнери
- Бауцен, Німеччина
- Цвікау, Німеччина
- Кауфбойрен, Німеччина
- Єленя-Ґура, Польща
- Маршіано, Італія
- Ронсе, Бельгія
- Нова-Петрополіс, Бразилія
- Бейхай, Китай